# Visszatérés (Vámpírnaplók)
A The Return (Visszatérés) a Vámpírnaplók című amerikai sorozat második évadjának első epizódja.

## Zenék
- Gemma Hayes – Out of Our Hands
- Piano Tribute Players – How To Save A Life
- Piano Tribute Players – Breakeven (Falling to Pieces)
- Hurts – Wonderful Life
- Mads Langer – The River Has Run Wild
- One Republic featuring Sara Bareilles – Come Home